# Корзина (элемент интерфейса)
Корзи́на — элемент графического интерфейса пользователя, предназначенный для удаления и, часто, временного хранения удалённых объектов (в некоторых реализациях — только файлов и каталогов). Корзина в ряде систем позволяет восстановить недавно удалённый объект в случае ошибки или недоразумения пользователя.
Имеется во многих ОС, в интерфейсах управления электронной почтой и некоторых других приложениях. 

## Реализации

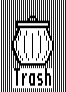
Первая Корзина

Впервые Корзина (англ. Trash can в США или англ. Waste bucket в Европе) была реализована фирмой Apple Computer, Inc. в графическом интерфейсе Lisa Desktop компьютера Lisa в 1982 году. Вскоре этот интерфейс был перенесён под названием Finder в другие операционные системы Apple: ProDOS, GS/OS и Mac OS. Широкую известность Finder и Корзина приобрели благодаря компьютерам Apple Macintosh и их операционной системе Mac OS.

Корзина Mac OS X

Корзина Mac OS имеет ряд функций, связанных с удалением и временным хранением (когда это возможно) объектов: она позволяет удалять и хранить файлы на любых устройствах (жёстких дисках, дискетах, флеш-накопителях, сетевых ресурсах и пр.), сообщения электронной почты и другие объекты прикладных программ, а также освобождать устройства внешней памяти (для размонтирования и выкидывания из дисковода дискеты, компакт-диска и т. п. в Mac OS достаточно перетащить иконку этого устройства в корзину). Сохранённые в Корзине Mac OS объекты никогда не удаляются современными версиями операционной системы автоматически, хотя в самых первых версиях (до System 6) Корзина очищалась при завершении работы системы.
Фирме Apple принадлежат права на использование названий англ. Trash can и англ. Waste bucket в компьютерном интерфейсе и патент США на внешний вид Корзины Mac OS X.
Для старых «классических» версий Mac OS существовала программа-расширение Оскар Ворчун, при установке которой в Корзине поселялся одноимённый герой кукольного телешоу «Улица Сезам». При очистке Корзины он вылезал из неё и пел начальные слова своей песни: «Oh, I love trash…» или припева к ней. Это настолько нравилось детям, что у многих родителей оказывались стёрты все их файлы, чтобы послушать Оскара. Распространение программы было прекращено из-за преследования со стороны владельцев авторских прав на телешоу.
Никлаус Вирт в своей статье в журнале Communications of the ACM подверг критике пользовательский интерфейс Mac OS за непоследовательность и неинтуитивность, используя в качестве аргумента выполняющееся в этой системе выкидывание дискеты из дисковода при перетаскивании её пиктограммы в Корзину. Впоследствии данная точка зрения (о неправильности такого поведения Корзины) нашла отражение в рекомендациях по разработке интерфейса для среды GNOME.
В 1992 году Корзина была частично реализована фирмой IBM в операционной системе OS/2 2.0 под названием Шредер (англ. Shredder). Шредер OS/2 выполняет функции по удалению файлов и любых объектов объектной среды Workplace Shell (WPS). Функция временного хранения и восстановления файлов в Шредере не реализована, так как реализуется в OS/2 на уровне файловой системы и команды UNDELETE, а не графического интерфейса.

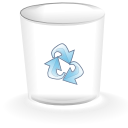
Корзина Windows Vista

В 1995 году Корзина была частично реализована фирмой Microsoft в операционной системе Windows 95 под названием англ. Recycle bin. Корзина Windows выполняет функции по удалению и временному хранению файлов, при этом сохраняются только файлы на жёстких дисках. Сохранённые в Корзине Windows файлы могут автоматически удаляться после достижения определённого процента заполнения диска. Фирма Apple оспаривала реализацию Microsoft в суде, как плагиат, но не преуспела.

Пример корзины с файлами от Tango Desktop Project

Корзина также в различной степени реализована в ряде графических интерфейсов Unix и других операционных систем.
В операционной системе Apple iOS для платформы iPhone Корзина выполняет только функцию удаления объектов прикладных программ.

## Технические аспекты
В большинстве систем интерфейс «корзины» не является свойством файловой системы, а реализуется как перенос «удаляемого» файла в особое хранилище.
В среде GNOME это хранилище называется .Trash (в ~/.local/share/Trash и в каталоге .Trash в корне каждого подмонтированного сменного носителя, где возможна запись в корень диска).
В операционных системах семейства Windows корзина является папкой в корневом каталоге диска. В зависимости от версии, папка называется SENTRY, RECYCLED, RECYCLER или RECYCLE.BIN, и имеет скрытый атрибут. Разные имена позволяют нескольким версиям ОС сосуществовать на одной машине, не мешая друг другу.